# جوزف مایکل کریگن
جوزف مایکل کرگن (انگلیسی: J. M. Kerrigan؛ ۱۶ دسامبر ۱۸۸۴ – ۲۹ آوریل ۱۹۶۴) یک هنرپیشه اهل ایرلند بود. وی بین سال‌های ۱۹۰۷ تا ۱۹۶۰ میلادی فعالیت می‌کرد.
از فیلم‌ها یا برنامه‌های تلویزیونی که وی در آن نقش داشته است می‌توان به بر باد رفته، ۲۰٬۰۰۰ فرسنگ زیر دریا، خبرچین، ویلسون، خیش و ستارگان، دختر عموی من ریچل (فیلم) و مرد گرگ‌نما اشاره کرد.

## درگذشت
کریگن در 29 آوریل 1964 در سن 79 سالگی در هالیوود درگذشت. او ستاره ای در پیاده روی مشاهیر هالیوود در 6621 Hollywood Blvd دارد.